# هانس الزرمن
هانس الزرمن (به انگلیسی: Hans Elzerman) (زادهٔ ۱۷ اکتبر ۱۹۵۴) شناگر اهل هلند است.